# Jean-Luc Moreau (journaliste)
Pour les articles homonymes, voir Jean-Luc Moreau.
 (février 2012).
Jean-Luc Moreau, né le 10 juin 1963, est un journaliste français.

## Carrière
Il participe à la création et la réalisation de l’émission Turbo sur M6 (plus de 2 000 reportages réalisés à ce jour). Il collabore également à des émissions sur TF1, France 2, AB Moteurs, 13e rue et au magazine Auto Moto.
Il crée High Speed Video, une société de production de films d'entreprises.
Il est également rédacteur en chef du magazine Voiture Écologique. Il est spécialiste des automobiles propres.
Jean-Luc Moreau est l'auteur du livre Route 66. 
Il anime en coopération avec François Sorel l'émission Votre auto le dimanche matin entre 8 h et 10 h sur RMC, et entre 7 h et 10 h du 27 août 2017 jusqu'au 10 janvier 2021
Depuis le 6 février 2021, le samedi matin de 11 h à 13 h sur Sud Radio, il anime On parle auto avec Laurence Peraud .

## Controverse
En juin 2015, il publie un article très contesté sur le site Auto Moto et affirme que : 
« utiliser son vélo serait plus émetteur de CO2 que prendre sa voiture ».
Cette idée est démentie par plusieurs journalistes français,,. 